# Željka Momirov
Željka Momirov (Novi Sad, 1962) srpska je slikarka, vajar i pedagog.

## Biografija
Završila je Fakultet primenjenih umetnosti u Beogradu na katedri vajarstva, smer skulptura u prostoru i u arhitekturi 1987. Postdiplomske studije završila 1993. na Fakultetu primenjenih umetnosti u Beogradu. Od 1993. do kraja 1996. godine predavala na Akademiji umetnosti u Prištini i Akademiji lepih umetnosti u Beograd od 2000 do 2007 u zvanju vanrednog profesora . Od 2005 god. u statusu istaknutog umetnika. Bila je umetnički rukovodilac Blok galerije od 2007. god. Član je ULUS-a i ULUPUDS-a.
Živi i stvara u Beogradu.
Dobitnik je više nagrada i priznanja i istaknuti je umetnik Srbije. Imala je oko 400 kolektivnih izložbi i 44 samostalnih izložbi u zemlji i u svetu.Preko 30 postavljenih skulptura u prostoru širom bivše SFRJ.

## Spoljašnje veze
- Biografija